# Thoracibidion flavopictum
Thoracibidion flavopictum är en skalbaggsart som först beskrevs av Perty 1832.  Thoracibidion flavopictum ingår i släktet Thoracibidion och familjen långhorningar.
Artens utbredningsområde är Paraguay. Inga underarter finns listade i Catalogue of Life.